# Tuturuowae Island
Tuturuowae Island ist eine sehr kleine Insel im Norden der Nordinsel von Neuseeland.

## Geographie
Die sehr steile, bis zu 40 m hohe Insel ist Teil der Inselgruppe der Cavalli Islands und befindet sich rund 1165 m nordöstlich von Motukawanui Island, der Hauptinsel der Gruppe, die sich im Nordosten von [[Northland (Neuseeland)|Northland]] befindet. Tuturuowae Island besitzt eine Länge von rund 130 m in Nordnordwest-Südsüdost-Richtung und eine maximale Breite von rund 65 m in Ost-West-Richtung. Ihre Fläche beträgt rund 0,55 Hektar.
Östlich angrenzend zu Tuturuowae Island befindet sich in einer Distanz von nur rund 45 m Nukutaunga Island und westlich in einer Entfernung von rund 500 m Panaki Island. Haraweka Island, die in südwestlicher Richtung, besteht eine Distanz von rund 640 m.